# Curling-Europameisterschaft 1992
Die Curling-Europameisterschaft 1992 der Männer und Frauen fand vom 7. bis 12. Dezember in Perth in Schottland statt.

## Turnier der Männer

### Teilnehmer

#### Gruppe A
| Deutschland                                                                                                | England                                                                          | Finnland                                                                                              | Frankreich                                                                               |
| --- | -------------------------------------------------------------------------------- | --- | ---------------------------------------------------------------------------------------- |
| Skip: Andreas Kapp Third: Ulrich Kapp Second: Michael Schäffer Lead: Oliver Axnick Alternate: Holger Höhne | Skip: Alistair Burns Third: Neil Hardie Second: Phil Atherton Lead: Stephen Watt | Skip: Tomi Rantamäki Third: Jussi Heinonsalo Second: Heikki Virtanen Lead: Markku Henttonen           | Skip: Claude Feige Third: Jan Henri Ducroz Second: Daniel Moratelli Lead: Joel Indergand |
| Schweden                                                                                                   | Schweiz                                                                          | Schottland                                                                                            |                                                                                          |
| Skip: Per Carlsén Third: Henrik Holmberg Second: Tommy Olin Lead: Olle Håkansson Alternate: Mikael Norberg | Skip: Urs Dick Third: Jürg Dick Second: Robert Hürlimann Lead: Peter Däppen      | Skip: David Smith Third: Graeme Connal Second: Peter Smith Lead: David Hay Alternate: Gordon Muirhead |                                                                                          |

#### Gruppe B
| Bulgarien                                                                               | Dänemark | Italien                                                                                 | Liechtenstein |
| --------------------------------------------------------------------------------------- | --- | --------------------------------------------------------------------------------------- | --- |
| Skip: Lubomir Velinov Third: Peter Tzakonsky Second: Miron Mironov Lead: Ivaylo Petrov  | Skip: Tommy Stjerne Third: Per Berg Second: Peter Andersen Lead: Ivan Frederiksen Alternate: Anders Søderblom | Skip: Fabio Alverà Third: Franco Sovilla Second: Stefano Morona Lead: Stefano Zardini   | Skip: Arno Tribelhorn Third: Thony Günther Second: Heinz Hasler Lead: Thony Rene                                           |
| Luxemburg                                                                               | Niederlande                                                                                                   | Norwegen                                                                                | Österreich |
| Skip: Hanjörg Bless Third: Nico Schweich Second: Dave Davidson Lead: Phillipe Dieron    | Skip: Wim Neeleman Third: Gustaf van Imhoff Second: Floris van Imhoff Lead: Rob Vilain                        | Skip: Eigil Ramsfjell Third: Sjur Loen Second: Niclas Järund Lead: Bent Ånund Ramsfjell | Skip: Erich Schnederle-Wagner Third: Bernhard Embacher Second: Franz Huber Lead: Florian Unterrainer                       |
| Russland                                                                                | Tschechoslowakei                                                                                              | Ungarn                                                                                  | Wales |
| Skip: Igor Minin Third: Jury Chouliko Second: Denis Antonik Lead: Aleksei Khristoulubov | Skip: Radek Klima Third: Tomas Klima Second: Milos Plzak Lead: Radek Zdarsky Alternate: Karel Kubeska         | Skip: Peter Fenyves Third: Barna Kereszi Second: Tibor Timar Lead: Istvan Gal           | Skip: Peter Williams Third: Dannie Brent Stetskie Second: Alun Eryl Jones Lead: Graham C. MacMillan Alternate: Chris Wells |

### Round Robin

#### Gruppe A
| Schlüssel | Schlüssel   |
| --------- | ----------- |
|           | Play-offs   |
|           | Tie-Breaker |

| Draw | Begegnung              | Resultat | Begegnung                | Resultat | Begegnung                | Resultat |
| ---- | ---------------------- | -------- | ------------------------ | -------- | ------------------------ | -------- |
| 1    | Schweden – Finnland    | 7-2      | Frankreich – Deutschland | 6-3      | Schottland – England     | 7-4      |
| 2    | Schweden – Frankreich  | 8-3      | Finnland – England       | 5-4      | Deutschland – Schweiz    | 7-4      |
| 3    | Deutschland – Schweden | 6-5      | Schweiz – Finnland       | 7-5      | Schottland – Frankreich  | 11-8     |
| 4    | England – Schweden     | 9-6      | Finnland – Schottland    | 7-1      | Schweiz – Frankreich     | 6-5      |
| 5    | Schweden – Schottland  | 7-6      | Schweiz – England        | 10-5     | Deutschland – Finnland   | 10-7     |
| 6    | Schweiz – Schweden     | 7-4      | Frankreich – England     | 8-6      | Deutschland – Schottland | 4-2      |
| 7    | Schottland – Schweiz   | 8-7      | Deutschland – England    | 7-4      | Frankreich – Finnland    | 7-4      |

| Platz | Team        | Spiele | Siege | Ndlg. |
| ----- | ----------- | ------ | ----- | ----- |
| 1.    | Deutschland | 6      | 5     | 1     |
| 2.    | Schweiz     | 6      | 4     | 2     |
| 3.    | Schweden    | 6      | 3     | 3     |
| 4.    | Schottland  | 6      | 3     | 3     |
| 5.    | Frankreich  | 6      | 3     | 3     |
| 6.    | Finnland    | 6      | 2     | 4     |
| 7.    | England     | 6      | 1     | 5     |

#### Tie Breaker
| Draw | Begegnung               | Resultat |
| ---- | ----------------------- | -------- |
| 1    | Schweden – Schottland   | 8-2      |
| 2    | Schottland – Frankreich | 7-6      |

#### Gruppe B1
| Draw | Begegnung                  | Resultat | Begegnung                        | Resultat | Begegnung                   | Resultat |
| ---- | -------------------------- | -------- | -------------------------------- | -------- | --------------------------- | -------- |
| 1    | Dänemark – Österreich      | 14-4     | Wales – Tschechoslowakei         | 11-5     | Liechtenstein – Bulgarien   | 16-1     |
| 2    | Dänemark – Wales           | 12-2     | Liechtenstein – Tschechoslowakei | 8-7      | Österreich – Bulgarien      | 10-5     |
| 3    | Österreich – Liechtenstein | 10-5     | Wales – Bulgarien                | 13-7     | Dänemark – Tschechoslowakei | 15-2     |
| 4    | Dänemark – Bulgarien       | 14-1     | Tschechoslowakei – Österreich    | 10-7     | Wales – Liechtenstein       | 9-6      |
| 5    | Dänemark – Liechtenstein   | 13-4     | Tschechoslowakei – Bulgarien     | 13-1     | Wales – Österreich          | 13-4     |

| Platz | Team             | Spiele | Siege | Ndlg. |
| ----- | ---------------- | ------ | ----- | ----- |
| 1.    | Dänemark         | 5      | 5     | 0     |
| 2.    | Wales            | 5      | 4     | 1     |
| 3.    | Liechtenstein    | 5      | 2     | 3     |
| 4.    | Tschechoslowakei | 5      | 2     | 3     |
| 5.    | Österreich       | 5      | 2     | 3     |
| 5.    | Bulgarien        | 5      | 0     | 5     |

#### Gruppe B 2
| Draw | Begegnung               | Resultat | Begegnung           | Resultat | Begegnung              | Resultat |
| ---- | ----------------------- | -------- | ------------------- | -------- | ---------------------- | -------- |
| 1    | Norwegen – Luxemburg    | 6-5      | Luxemburg – England | 6-5      | Italien – Niederlande  | 8-4      |
| 2    | Luxemburg – Ungarn      | 14-4     | Italien – Russland  | 20-0     | Norwegen – Niederlande | 9-6      |
| 3    | Niederlande – Ungarn    | 17-5     | Norwegen – Italien  | 9-7      | Luxemburg – Russland   | 15-4     |
| 4    | Norwegen – Ungarn       | 25-2     | Luxemburg – Italien | 9-5      | Niederlande – Russland | 20-4     |
| 5    | Niederlande – Luxemburg | 5-4      | Norwegen – Russland | 17-1     | Italien – Ungarn       | 11-2     |

| Platz | Team        | Spiele | Siege | Ndlg. |
| ----- | ----------- | ------ | ----- | ----- |
| 1.    | Norwegen    | 5      | 5     | 0     |
| 2.    | Niederlande | 5      | 3     | 2     |
| 3.    | Luxemburg   | 5      | 3     | 2     |
| 4.    | Italien     | 5      | 3     | 2     |
| 5.    | Russland    | 5      | 1     | 4     |
| 6.    | Bulgarien   | 5      | 0     | 5     |

### Tie Breaker
| Spiel | Begegnung               | Resultat |
| ----- | ----------------------- | -------- |
| 1     | Niederlande – Italien   | 7-6      |
| 2     | Luxemburg – Niederlande | 6-9      |

### Play-off

#### Gruppe A
|  | Halbfinale | Halbfinale  | Halbfinale |  |  | Finale | Finale      | Finale |
|  |            |             |            |  |  |        |             |        |
|  |            |             |            |  |  |        |             |        |
|  | 1          | Deutschland | 3          |  |  |        |             |        |
|  | 4          | Schottland  | 2          |  |  |        |             |        |
|  |            |             |            |  |  | 1      | Deutschland | 4      |
|  |            |             |            |  |  | 1      | Schweden    | 3      |
|  | 2          | Schweiz     | 3          |  |  |        |             |        |
|  | 3          | Schweden    | 9          |  |  |        |             |        |
|  |            |             |            |  |  |        |             |        |

#### Gruppe B
|  | Halbfinale | Halbfinale  | Halbfinale |  |  | Finale | Finale   | Finale |
|  |            |             |            |  |  |        |          |        |
|  |            |             |            |  |  |        |          |        |
|  |            | Dänemark    | 8          |  |  |        |          |        |
|  |            | Niederlande | 1          |  |  |        |          |        |
|  |            |             |            |  |  |        | Dänemark | 7      |
|  |            |             |            |  |  |        | Norwegen | 5      |
|  |            | Norwegen    | 7          |  |  |        |          |        |
|  |            | Wales       | 1          |  |  |        |          |        |
|  |            |             |            |  |  |        |          |        |

### Barrage
um den Verbleib in der Gruppe A und die WM-Qualifikation
| Draw | Begegnung           | Resultat |
| ---- | ------------------- | -------- |
| 1    | Norwegen – Finnland | 8-7      |

### Endstand

#### Gruppe A
| Schlüssel | Schlüssel                 |
| --------- | ------------------------- |
|           | Absteiger in die Gruppe B |

| Platz | Land        |
| ----- | ----------- |
| 1     | Deutschland |
| 2     | Schweden    |
| 3     | Schottland  |
| 4     | Schweiz     |
| 5     | Frankreich  |
| 6     | Finnland    |
| 7     | England     |

#### Gruppe B
| Schlüssel | Schlüssel                  |
| --------- | -------------------------- |
|           | Aufsteiger in die Gruppe A |

| Platz | Land             |
| ----- | ---------------- |
| 1     | Dänemark         |
| 2     | Norwegen         |
| 3     | Niederlande      |
|       | Wales            |
| 5     | Liechtenstein    |
|       | Luxemburg        |
| 7     | Tschechoslowakei |
|       | Italien          |
| 9     | Österreich       |
|       | Russland         |
| 9     | Bulgarien        |
|       | Ungarn           |

## Turnier der Frauen

### Teilnehmer

#### Gruppe A
| Dänemark                                                                                       | Deutschland | Finnland                                                                          | Norwegen                                                                                      |
| ---------------------------------------------------------------------------------------------- | --- | --------------------------------------------------------------------------------- | --------------------------------------------------------------------------------------------- |
| Skip: Helena Blach Lavrsen Third: Lene Bidstrup Second: Malene Krause Lead: Susanne Slotsager  | Skip: Andrea Schöpp Third: Monika Wagner Second: Stephanie Mayr Lead: Christiane Scheibel                            | Skip: Jaana Jokela Third: Terhi Aro Second: Heidi Koskiheimo Lead: Mari Lundén    | Skip: Trine Trulsen Vågberg Third: Ellen Githmark Second: Ingvill Githmark Lead: Billie Sørum |
| Schweden                                                                                       | Schweiz | Schottland                                                                        |                                                                                               |
| Skip: Elisabet Gustafson Third: Katarina Nyberg Second: Louise Marmont Lead: Elisabeth Persson | Skip: Marianne Flotron Third: Tatjana Stadler Second: Nicole Oetliker Lead: Helga Greiner Alternate: Esther Christen | Skip: Kirsty Addison Third: Hazel Erskine Second: Joanna Pegg Lead: Louise Wilkie |                                                                                               |

#### Gruppe B
| Bulgarien                                                                                                   | England                                                                               | Frankreich                                                                                   | Italien                                                                                              |
| --- | ------------------------------------------------------------------------------------- | -------------------------------------------------------------------------------------------- | --- |
| Skip: Tatiana Yordanova Third: Elena Bacheva Second: Rumiana Karagiozova Lead: Dimitrinka Yordanova         | Skip: Sally Gray Third: Sarah McVey Second: Janice Manson Lead: Alison Bowman         | Skip: Annick Mercier Third: Catherine Lefebvre Second: Géraldine Girod Lead: Claire Niatel   | Skip: Daniela Zandegiacomo Third: Carla Zandegiacomo Second: Giulia Lacedelli Lead: Violetta Caldart |
| Niederlande                                                                                                 | Österreich                                                                            | Tschechoslowakei                                                                             | Wales                                                                                                |
| Skip: Laura Van Imhoff Third: Mirjam Boymans-Gast Second: Jacobyn Korthals Alks Lead: Jacobyn Korthals Alks | Skip: Edeltraud Koudelka Third: Veronika Huber Second: Margit Holzer Lead: Anna Egger | Skip: Veronika Svobodova Third: Eva Senfeldova Second: Lenka Sáfránková Lead: Pavla Rubasova | Skip: Hilary Alison Davis Third: Donna McEwan Second: Jenny MacMillan Lead: Anne-Marie Christian     |

### Round Robin

#### Gruppe A
| Schlüssel | Schlüssel   |
| --------- | ----------- |
|           | Play-offs   |
|           | Tie-Breaker |

| Draw | Begegnung              | Resultat | Begegnung              | Resultat | Begegnung                | Resultat |
| ---- | ---------------------- | -------- | ---------------------- | -------- | ------------------------ | -------- |
| 1    | Schweiz – Norwegen     | 8-4      | Schottland – Dänemark  | 5-3      | Deutschland – Finnland   | 9-4      |
| 2    | Schweden – Dänemark    | 10-6     | Schottland – Schweiz   | 7-6      | Norwegen – Finnland      | 6-5      |
| 3    | Norwegen – Schweden    | 10-9     | Schweiz – Dänemark     | 10-6     | Deutschland – Schottland | 6-1      |
| 4    | Schweden – Schottland  | 10-7     | Finnland – Schweiz     | 7-5      | Deutschland – Norwegen   | 9-5      |
| 5    | Finnland – Schweden    | 7-6      | Deutschland – Schweiz  | 4-3      | Norwegen – Dänemark      | 7-5      |
| 6    | Schweden – Schweiz     | 9-6      | Deutschland – Dänemark | 5-4      | Schottland – Finnland    | 7-4      |
| 7    | Schweden – Deutschland | 11-8     | Finnland – Dänemark    | 6-5      | Norwegen – Schottland    | 8-5      |

| Platz | Team        | Spiele | Siege | Ndlg. |
| ----- | ----------- | ------ | ----- | ----- |
| 1.    | Deutschland | 6      | 5     | 1     |
| 2.    | Norwegen    | 6      | 4     | 2     |
| 3.    | Schweden    | 6      | 4     | 2     |
| 4.    | Schottland  | 6      | 3     | 3     |
| 5.    | Finnland    | 6      | 3     | 3     |
| 6.    | Schweiz     | 6      | 2     | 4     |
| 7.    | Dänemark    | 6      | 0     | 6     |

#### Tie Breaker
| Draw | Begegnung             | Resultat |
| ---- | --------------------- | -------- |
| 1    | Schottland – Finnland | 9-2      |

#### Gruppe B1
| Schlüssel | Schlüssel  |
| --------- | ---------- |
|           | Finalrunde |

| Draw | Begegnung                | Resultat | Begegnung               | Resultat |
| ---- | ------------------------ | -------- | ----------------------- | -------- |
| 1    | Frankreich – England     | 10-7     | Niederlande – Bulgarien | 14-2     |
| 2    | Frankreich – Bulgarien   | 18-6     | Niederlande – England   | 11-8     |
| 3    | Frankreich – Niederlande | 7-6      | England – Bulgarien     | 13-4     |
| 4    | Frankreich – England     | 9-8      | Bulgarien – Niederlande | 9-6      |
| 5    | Frankreich – Bulgarien   | 13-8     | England – Niederlande   | 7-5      |
| 6    | Frankreich – Niederlande | 10-4     | England – Bulgarien     | 8-4      |

| Platz | Team        | Spiele | Siege | Ndlg. |
| ----- | ----------- | ------ | ----- | ----- |
| 1.    | Frankreich  | 6      | 6     | 0     |
| 2.    | England     | 6      | 3     | 3     |
| 3.    | Niederlande | 6      | 2     | 4     |
| 4.    | Bulgarien   | 6      | 1     | 5     |

#### Gruppe B2
| Draw | Begegnung                     | Resultat | Begegnung                  | Resultat |
| ---- | ----------------------------- | -------- | -------------------------- | -------- |
| 1    | Österreich – Italien          | 12-11    | Wales – Tschechoslowakei   | 11-5     |
| 2    | Österreich – Tschechoslowakei | 9-7      | Italien – Wales            | 10-7     |
| 3    | Österreich – Wales            | 12-3     | Italien – Tschechoslowakei | 13-4     |
| 4    | Italien – Österreich          | 8-5      | Wales – Tschechoslowakei   | 11-10    |
| 5    | Österreich – Tschechoslowakei | 9-5      | Italien – Wales            | 8-1      |
| 6    | Österreich – Wales            | 12-7     | Italien – Tschechoslowakei | 9-6      |

| Platz | Team             | Spiele | Siege | Ndlg. |
| ----- | ---------------- | ------ | ----- | ----- |
| 1.    | Österreich       | 6      | 5     | 1     |
| 2.    | Italien          | 6      | 5     | 1     |
| 3.    | Wales            | 6      | 2     | 4     |
| 4.    | Tschechoslowakei | 6      | 0     | 6     |

### Play-off

#### Gruppe A
|  | Halbfinale | Halbfinale  | Halbfinale |  |  | Finale | Finale     | Finale |
|  |            |             |            |  |  |        |            |        |
|  |            |             |            |  |  |        |            |        |
|  | 2          | Norwegen    | 6          |  |  |        |            |        |
|  | 3          | Schweden    | 8          |  |  |        |            |        |
|  |            |             |            |  |  | 3      | Schweden   | 9      |
|  |            |             |            |  |  | 4      | Schottland | 3      |
|  | 1          | Deutschland | 7          |  |  |        |            |        |
|  | 4          | Schottland  | 9          |  |  |        |            |        |
|  |            |             |            |  |  |        |            |        |

#### Gruppe B
|  | Halbfinale | Halbfinale | Halbfinale |  |  | Finale | Finale  | Finale |
|  |            |            |            |  |  |        |         |        |
|  |            |            |            |  |  |        |         |        |
|  |            | Frankreich | 9          |  |  |        |         |        |
|  |            | Italien    | 10         |  |  |        |         |        |
|  |            |            |            |  |  |        | Italien | 7      |
|  |            |            |            |  |  |        | England | 11     |
|  |            | Österreich | 3          |  |  |        |         |        |
|  |            | England    | 7          |  |  |        |         |        |
|  |            |            |            |  |  |        |         |        |

### Endstand

#### Gruppe A
| Schlüssel | Schlüssel                 |
| --------- | ------------------------- |
|           | Absteiger in die Gruppe B |

| Platz | Land        |
| ----- | ----------- |
| 1     | Schweden    |
| 2     | Schottland  |
| 3     | Deutschland |
| 3     | Norwegen    |
| 5     | Finnland    |
| 6     | Schweiz     |
| 7     | Dänemark    |

#### Gruppe B
| Schlüssel | Schlüssel                  |
| --------- | -------------------------- |
|           | Aufsteiger in die Gruppe A |

| Platz | Land             |
| ----- | ---------------- |
| 1     | England          |
| 2     | Italien          |
| 3     | Österreich       |
| 3     | Frankreich       |
| 5     | Niederlande      |
| 5     | Wales            |
| 7     | Bulgarien        |
| 7     | Tschechoslowakei |